# Maanshan Iron and Steel
Maanshan Iron and Steel ou Ma Steel est une entreprise sidérurgique chinoise.

## Histoire
En mai 2019, China Baowu Steel Group annonce l'acquisition d'une participation majoritaire de 51 % dans  Magang Group, ainsi qu'une participation de 45,5 % dans Maanshan Iron and Steel.